# Лунсар
Лунса́р (англ. Lunsar) — город на западе Сьерра-Леоне, на территории Северной провинции. Входит в состав округа Порт-Локо.

## История
В прошлом город являлся значимым центром добычи железной руды.

## Географическое положение
Город находится в юго-западной части провинции, к северу от реки Рокел, на расстоянии приблизительно 73 километров к востоку-северо-востоку (ENE) от столицы страны Фритауна. Абсолютная высота — 52 метра над уровнем моря.

## Население
По данным переписи 1985 года численность населения города составляла 16 073 человек.
Динамика численности населения города по годам:
| 1963   | 1974   | 1985   | 2012   |
| ------ | ------ | ------ | ------ |
| 12 132 | 16 723 | 16 073 | 24 730 |

## Транспорт
Ближайший аэропорт расположен в городе Фритаун.